# Petrozavodsk
Petrozavodsk (rusky Петрозаводск) je město na severozápadě Ruské federace, 300 km sv. od Petrohradu. Leží na západním břehu Oněžského jezera při ústí řeky Šuja. Žije zde přibližně 279 tisíc obyvatel. Je hlavním městem Republiky Karélie. Je zde mezinárodní letiště.

## Historie
Sídlo s původním názvem Petrovskaja sloboda bylo v roce 1703 zřízeno carem Petrem I. jako jedna z velkých státních zbrojních manufaktur, status města má od roku 1777, kdy též došlo k přejmenování na Petrozavodsk. Roku 1802 byl učiněn hlavním městem Oloněcké gubernie, roku 1828 též sídlem pravoslavného biskupství. 
Roku 1916 spojila město se světem Murmanská železniční magistrála – nejsevernější evropská železnice vedoucí z Moskvy, resp. Sankt Petěrburgu přes Petrozavodsk, Kem a Apatity do Murmansku. Roku 1940 byla založena zdejší univerzita.
Ve finštině je město obvykle zváno Petroskoi, ale za Pokračovací války, když Finská armáda dobyla Východní Karélii i s Petrozavodskem, aby zaujala lépe bránitelné pozice na linii Oněžské jezero – řeka Svir – Ladožské jezero, bylo město nazýváno na Äänislinna (podle finského jména pro Oněžské jezero).